# Sedgwick (Kansas)
Pour les articles homonymes, voir Sedgwick.
Sedgwick est une ville américaine située dans les comtés de Sedgwick et de Harvey dans l’État du Kansas.

## Histoire
Pendant des millénaires, les terres aujourd'hui connues sous le nom de Kansas ont été habitées par des Amérindiens. En 1803, la plupart du territoire moderne du Kansas a été achetée par les États-Unis dans le contexte de l'achat de la Louisiane. En 1854, le Kansas a été organisé et, en 1861, le Kansas est devenu le 34e État des États-Unis. En 1867, le comté de Sedgwick a été fondé. En 1872, le Comté de Harvey a été créé.
Sedgwick a été établi sur un terrain de 32 acres en 1870. Il a été nommé en hommage à John Sedgwick, un général de l'armée de l'Union pendant la guerre civile américaine.

## Traduction
- (en) Cet article est partiellement ou en totalité issu de l’article de Wikipédia en anglais intitulé « Sedgwick, Kansas » (voir la liste des auteurs).